# Chesinț, Arad
Chesinț este un sat în comuna Zăbrani din județul Arad, Banat, România.

## Legături externe

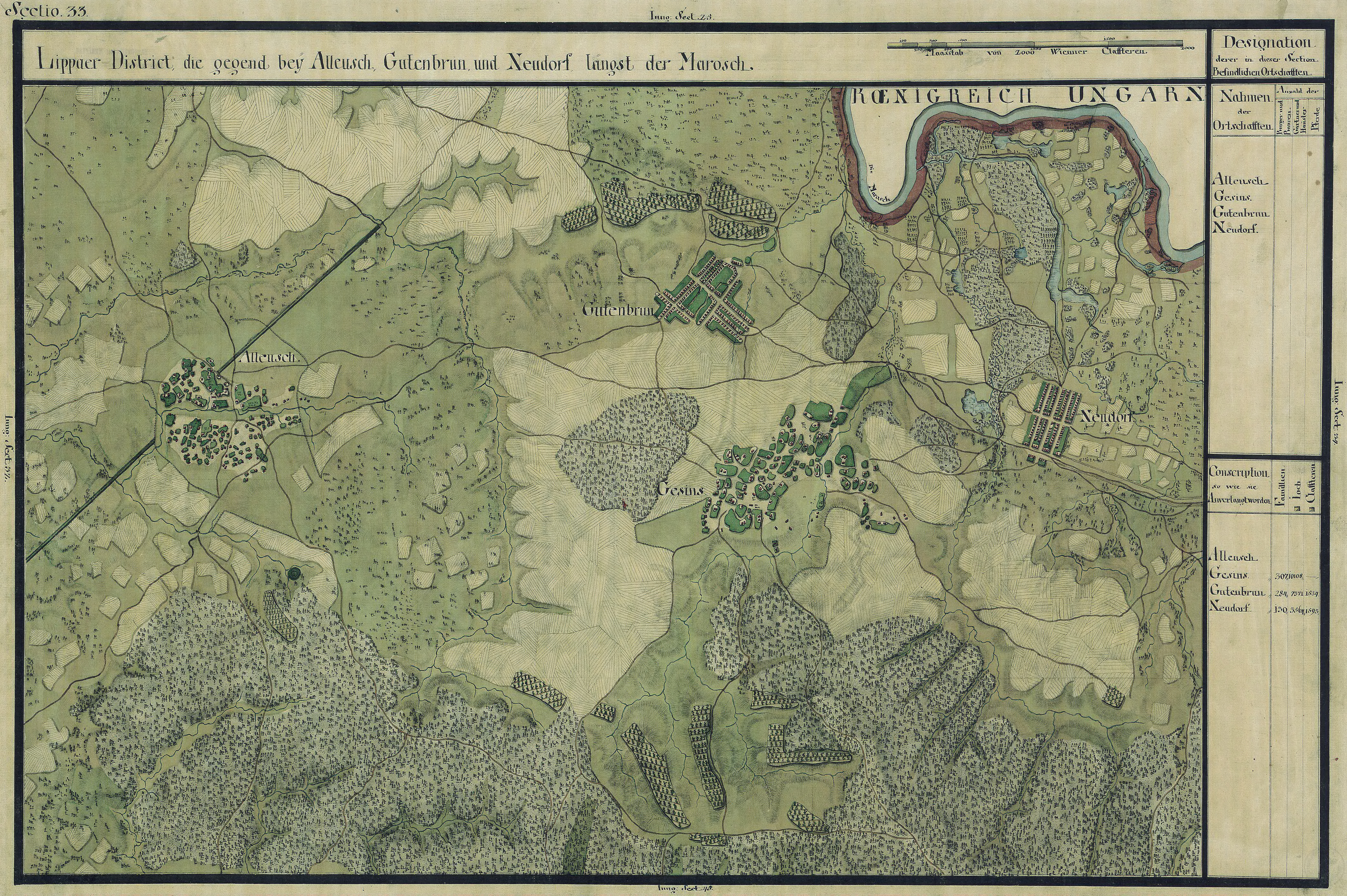
Chesinț în Harta Iosefină a Banatului, 1769-72